# Colossal Biosciences
Colossal Biosciences Inc. — американська біотехнологічна та генно-інженерна компанія, яка працює над відтворенням вимерлих видів: волохатого мамута, тасманійського тигра, північного білого носорога, птаха додо та жахливого вовка. У 2023 році компанія заявила, що хоче мати гібридних дитинчат волохатого мамута до 2028 року, і хоче повернути їх до середовища існування — арктичної тундри. Крім того, вона запустила Тасманійський консультативний комітет тилацина — проєкт дослідження тилацинів з метою повернути тасманійських тигрів назад до їх початкового австралійського середовища існування після періоду спостереження в неволі.
Компанія розробляє генно-інженерні та репродуктивні технології для природоохоронної біології. Вона була заснована у 2021 році Джорджем Черчем і Беном Леммом Станом на 2025 рік Colossal Biosciences є найдорожчою компанією в Далласі, з капіталізацією 10,2 мільярда доларів США.
У квітні 2025 року було оголошено, що Colossal Biosciences використала клонування та редагування генів, щоб народити трьох генетично модифікованих вовченят, шестимісячних самців Ромула і Ремуса та двомісячну самку Халісі. Штатні вчені компанії проаналізували геном жахливого вовка, витягнутий із двох стародавніх зразків — 13 000-річного зуба та 72 000-річної вушної кістки. Після порівняння геномів сірих і жахливих вовків для виявлення генетичних відмінностей, відповідальних за відмінні риси жахливих вовків, у Colossal виділили клітини EPC із зразків крові сірих вовків, перш ніж переписати 14 ключових генів у ядрі клітини, щоб виразити 20 рис, які, як стверджується, представляють фенотип жахливого вовка. Загалом робота була менш інвазивною, ніж типовий процес клонування. Вчені Colossal виготовили 45 сконструйованих яйцеклітин, які розвинулися в ембріони та вставили в утроби двох сурогатних гончих. Colossal стверджує, що ці незначні генетичні модифікації ефективно відроджують жахливих вовків як вид, хоча «жодна стародавня ДНК жахливого вовка насправді не була вбудована в геном сірого вовка».

### Майбутні проєкти відтворення вимерлих видів
Окрім своїх перших п'яти проєктів, Colossal Biosciences заявила, що у них є «довгий список» видів, які вони хочуть відродити та знову інтродукувати у відповідних екосистемах. До таких видів відносяться Castoroides, Arctodus і морська корова Стеллера. Бен Ламм заявив, що він і його компанія хочуть відродити морську корову Стеллера, коли вони розроблять штучну утробу, оскільки немає адекватних живих родичів вимерлої морської корови, які могли б виступати в ролі сурогатного виду. Colossal також проводила генетичні дослідження для наступних видів; великорогий олень, велика гагарка, антилопа блакитна, гігантський лінивець, моа, махайрод, довгорогий бізон, колумбійський мамут, печерна гієна, мастодонт, американський гепард і волохатий носоріг, з наміром потенційно відродити їх у майбутньому. Colossal — перша компанія, яка застосувала технологію CRISPR для відновлення видів.